# Тєрюшань Сєргу
Тєрюшань Сєрґу (рос. Туршатов Сергей Кузьмич; 17.03.1973, Нижньогородська обл. — 29.12.2011) — один з лідерів ерзянського національного руху, голова виконкому Інєкужо (Конгресу ерзянського народу).

## Ерзянський національний рух
У 2009 році став одним з організаторів ІІІ Конгресу ерзянського народу у м. Лукоянов, на якому обговорювались питання збереження національної ідентичності та мови. Співавтор звернень до ерзянського народу "Ерзянська мова в небезпеці!" та "Звернення до всіх людей і народів світу на захист ерзянської мови".
Засновник та головний редактор порталу «Эрзянь ки», що спеціалізувався на дослідженні та популяризації ерзянської історії та культури. Автор численних публікацій та інтерв'ю, що викликали широкий резонанс не лише серед ерзян, але й росіян.

## Світогляд
Тєрюшань мав оригінальний погляд на етногенез росіян та ерзян, на історію Московії та Ерзянь Мастор. Основними постулатами його ідеологічної концепції були:
1. У мордовській історії практично відсутня історія ерзян.
2. Ерзя не є фіно-уграми.
3. Мокша не є вихідцями з городецької культури.
4. Ерзянська мова не належить до Уральської мовної сім'ї.
5. Русь формувалась ерзянським народом.
6. Етнічні росіяни (великороси) це і є ерзя.

Стверджував, що значна частина Нижньогородської області є споконвічними ерзянськими землями, місцем зародження та формування ерзянського етносу. Не лише вважав ерзян та мокшан різними народами, а стверджував, що мокшанська мова, на відміну від ерзянської, не може обійтись без російської лексики. У той же час ерзянська мова є цілком самодостатньою та не потребує російськомовних запозичень.

## Цитати
Про політику асиміляції та "мордвинизації" ерзянського народу:

| Наш етнос розчиняється, зникає в нікуди, у нас немає правдивої історії, поступово зникає ерзянська мова, звичає все сильніше змішуються із мокшанськими, навіть наш національних одяг намагаються змішати з мокшанським і перетворити ерзян і мокшан в знеособлену мордву... Найголовніше, при цьому знищується саме російська самобутність, що коренями своїми сягає ерзянських культурних традицій, і цього вперто ніхто не бажає помічати. Ніякими фіно-уграми тут і не пахне. «Здесь русский дух, здесь Русью пахнет!» |

## Смерть
Сєрґу Тєрюшань помер 29 грудня 2011 року за нез'ясованих обставин у віці 38 років. За інформацією порталу FINUGOR серце Тєрюшаня перестало битися в результаті тривалої виснажливої хвороби. 

## Спогади та оцінки
Сєрґу Тєрюшань належить до числа найбільш яскравих постатей в новітній історії ерзянського національного руху. Засновник музею ерзянської культури Аношонь Тумай так характеризує постать С. Тєрюшаня:  
| Його ім'я викликає різноманітні, найбільш протилежні думки, навіть серед ерзянських активістів. Аналітичне мислення та сміливість висловлювань подобаються далеко не всім. |
Пам'яті Сєрґу Тєрюшаня присвячене оповідання Авардєнь Сандра "Костромские каникулы", вірш Тетяни Ротанової "Маар" та Галини Жанкіної "Од иень каршо, стака кулясь сась". 